# Мост на дружбата (София)
Мостът на дружбата е пътен мост над Перловската река, в края на улица „Граф Игнатиев“ и началото на булевард „Драган Цанков“, до метростанция „Стадион „Васил Левски“ в гр. София. Мостът свързва двете платна на разположения по течението на реката булевард „Евлоги и Христо Георгиеви“. Популярното му название е Мостът на „Граф Игнатиев“.

## История
В края на XIX век мостът на това място в София се е наричал Кадън мост.
Традиционно по друг начин се е наричал и Самоковски мост (а улица „Граф Игнатиев“ – „Самоковска“), а от изграждането му в съвременния му вид през 1953 година до 1960-те години е носил името „Мост на българо-съветската дружба“, съкратено впоследствие на „Мост на дружбата“. Тогава са поставени четири двуфигурни скулптурни композиции, дело на четирима различни скулптори, изобразяващи различни аспекти и периоди на „дружбата“ между България и Русия / СССР след Руско-турската война (1877 – 1878).
През май 2020 г. кметът на район Лозенец Константин Павлов прави предложение до столичния кмет Йорданка Фандъкова за премахването на композициите от моста и преместването им в Музея на социалистическото изкуство, както и преименуването на моста към традиционното му название Самоковски мост.

## Описание на скулптурните композиции

### Скулптурна група „Опълченец и руски воин“, Иван Блажев
Скулптурната композиция в североизточния ъгъл на моста (в посока улица „Генерал Паренсов“) е дело на Иван Блажев и изобразява български опълченец и руски воин. Фигурата на опълченеца пристъпва напред, държейки в дясна ръка пушка, а лявата е облегната на паласката му. Облеклото му е смесено – военна куртка, военен панталон или потури и типичните български цървули с навуща до коленете. Руският солдат е поставил дясната си ръка върху дясното рамото на българина, а с лявата ръка държи кортик. Фигурата му е облечена в официална военна униформа с шинел, леко разгърнат при коленете, и одеяло преметнато през лявото рамо и торса, и колана, на който е закачена паласка. Вниманието привличат пластично претворените характерни хайдушки мустаци на българина и оформената брада и мустаци на руския военен по модата от това време.

### Скулптурна група „Партизанин и съветски воин“, Стефан Стоимиров
Скулптурната композиция в северозападния ъгъл на моста (в посока улица „Проф. Никола Михайлов“) е дело на Стефан Стоимиров и представя фигурите на български партизанин и руски войник. Партизанинът е пристъпил напред с ляв крак, а в лявата си ръка държи шмайзер, окачен на ремък. Руският войник е прегърнал с лявата си ръка българина, а в дясната си ръка държи цветя, явно посрещнат тържествено. На главата му има типично червеноармейско кепе и щръкнал кичур коса отляво.

### Скулптурна група „Съветски специалист и български техник“, Илия Илиев
Скулптурната композиция в югоизточния ъгъл на моста (в посока метростанцията и Националния стадион) е дело на Илия Я. Илиев. Фигурите са на цивилни граждани – съветски специалист и български техник. Руснакът има по-висока фигура, облечен е с костюм и е прегърнал с лявата си ръка българина. Българинът е облечен в работна дреха със запретнати ръкави, хванал с две ръце свитък, и повдигнал глава нагоре с изражение на замечтаност. Лицата са моделирани реалистично, с конкретни физически характеристики, дрехите им също са майсторски предадени, с монументално и фино моделирани гънки.

### Скулптурна група „Селянка и колхозничка“, Георги Гергов
В югозападния ъгъл на моста (в посока СГСАГ „Христо Ботев“) е единствената от четирите композиции на моста, изобразяваща женски фигури, дело на Георги Гергов. Това е и единствената композиция, в която двете фигури са почти в огледален образ и се гледат в очите като равни. Ръцете на двете жени заедно държат в ръцете си голям сноп жито, символизиращ хляба и прехраната, а лицата им са усмихнати и дружелюбни. В облеклото и прическите им се виждат типични национални характеристики: косата на рускинята е оформена на венец от плитка, а косата на българката е леко пребрадена със забрадка, но си личат богато пластицираните кичури.